# Gnophos immundata
Gnophos immundata là một loài bướm đêm trong họ Geometridae.